# Barrie & Jenkins
Barrie & Jenkins (или Barrie and Jenkins, Limited) — британское издательство, основанное в 1964 году.

## История
Компания была образована в результате слияния издательств «Herbert Jenkins» и «Barrie & Rockcliffe». Самым известным автором, печатавшимся в этих типографиях был Вудхауз.
Коммерческая история компании была недолгой: впоследствии она была приобретена издательством «Hutchinson», которое в свою очередь было выкуплено компанией «Century», а затем «Random House» (последнее в настоящее время входит в группу Bertelsmann).
В настоящее время «Barrie & Jenkins» является специализированным импринтом в составе «Random House», выпускающим преимущественно издания в твёрдом переплёте.